# Eleuterolaconios

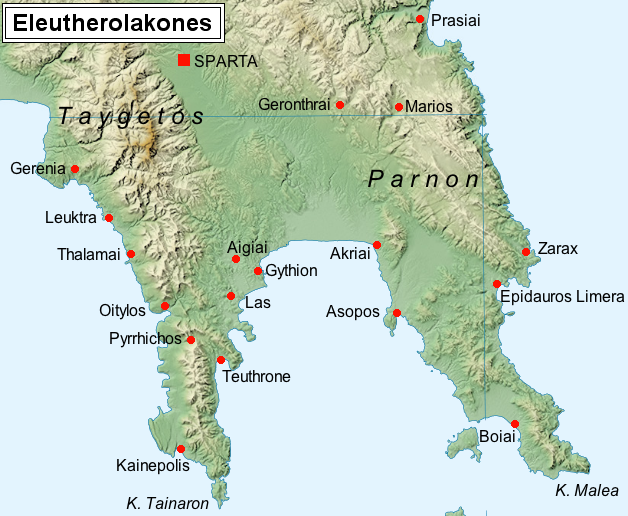
Las ciudades de los Laconios Libres (Eleutherolakones) según Pausanias

La liga de los eleuterolaconios (en griego, Ἐλευθερολάκωνες, cuyo significado es «laconios libres») era una confederación de ciudades de Laconia, en la Antigua Grecia, que anteriormente habían estado sometidas a Esparta pero que habían sido liberadas por el emperador romano Augusto
Anteriormente, en la Guerra contra Nabis, en el 195 a. C., estas ciudades habían sido separadas de Esparta y puestas bajo la tutela de la Liga Aquea por los romanos.
Pausanias indica que originalmente esta alianza había constado de veinticuatro ciudades pero que en su tiempo quedaban dieciocho: Gitio, Teutrone, Las, Pírrico, Cenépolis, Étilo, Leuctra, Tálamas, Alagonia, Gerenia, Asopo, Acreas, Beas, Zárax, Epidauro Limera, Brasias, Gerontras y Mario.